# Heliconius aphrodyte
Heliconius aphrodyte är en fjärilsart som beskrevs av Otto Staudinger 1896. Heliconius aphrodyte ingår i släktet Heliconius och familjen praktfjärilar. Inga underarter finns listade i Catalogue of Life.